# Dom Zorka Jelinčiča na Črnej prsti
Dom Zorka Jelinčiča na Črni prsti – słoweńskie schronisko turystyczne w Alpach Julijskich. Leży tuż pod szczytem Črnej prsti (1844 m n.p.m.) z widokiem na Wąwóz Bačy (Baška grapa).

## Historia
PD (Towarzystwo Górskie) Most na Soči urządziło schronisko górskie w dawnej włoskiej strażnicy. Zostało otwarte 20 sierpnia 1954.
W 1959 schronisko przejęło PD Podbrdo. Schronisko potrzebowało remontu, który zrobiono następnego roku. W 1965 dobudowano poddasze i wybudowano biwak z izbą zimową. Powiększone i odnowione schronisko zostało otwarte 7 sierpnia 1966. Wtedy też nazwano go imieniem Zorka Jelinčiča (1900-1965), zasłużonego przymorskiego partyzanta i działacza górskiego.
Przedtem było na terenie Črnej prsti od 1894 do 1944 tylko schronisko na Liscem, na bohinjskiej stronie góry.

## Opis
W przestrzeni dla gości jest 56 miejsc i bar, ogrzewana jest piecem. W 5 pokojach jest 10 łóżek, w dwóch salach zbiorowych zaś może przenocować 40 turystów. W izbie zimowej są dwa miejsca i piecyk (opał trzeba przynieść ze sobą). Schronisko ma WC, woda to deszczówka. Prąd do oświetlenia uzyskiwany jest za pomocą agregatora i ogniw słonecznych, jest też sieć radiowa.
Schronisko jest otwarte od końca czerwca do połowy października, zimą jest zamknięte, do dyspozycji jest biwak w izbie zimowej.

## Widok
Widok sprzed domu Zorka Jelinčiča jest obszerny przede wszystkim na południe, wschód i zachód. Dla reszty trzeba wejść na szczyt Črnej prsti. Na wschodzie widzimy grzbiet Spodnjich Bohinjskich gór, za nimi Ratitovec, jeszcze dalej zaś szczyty Alp Kamnickich. Ze wschodu na południe się widok od Gór Škofjelockich z Blegošem do Porezna i Kojcy. Tuż pod schroniskiem jest Wąwóz Bačy (Baška grapa) z Podbrdem oraz południowe stromizny Spodnjich Bohinjskich gór nad dolinami Bačy i Koritnicy. Dalej sięga widok na Wzgórza Idrijskie i Las Trnovski (Trnovski Gozd), jeszcze dalej zaś na Nanos, Javorniki i Snežnik. Na zachód rozciągają się Spodnje Bohinjskie góry, w tle widać charakterystyczny kształt Krna, po lewej Matajur. Przy dobrej widoczności widać też Nizinę Friulijską i Morze Adriatyckie. Jeśli wejdziemy na szczyt Črnej prsti, będziemy mieli na północy widok na Kotlinę Bohinjską z Jeziorem Bohinjskim (Bohinjsko jezero), Komnę i szczyty nad nią, widać Pokljukę i szczyty od Tosca do Debelej peči, Karawanki w tle, nad wszystkim zaś króluje grupa Julijców z Triglavem.

## Dostęp
Wymieniona jest większość znakowanych szlaków turystycznych:
- Dom dra Janeza Mencingera - Črna prst (koło Orožnovej kočy na hali za Liscem) 2 h 45 min ([szlak łatwy)
- Dom dra Janeza Mencingerja - Črna prst (przez halę za Črną gorą) 3 h 15 min (slzak łatwy)
- Kocenpohar - Črna prst 2 h 45 min (slzak latwy)
- Hala Razor - Črna prst (slzak przez Vogel i Rodicę) 7 h (szlak trudny)
- Vrh Bače - Črna prst 2 h 45 min (szlak łatwy)
- Podbrdo - Črna prst 3 h (szlak łatwy)
- Kal - Črna prst 2 h 30 min (szlak łatwy)

## Sąsiednie obiekty turystyczne
- Schronisko na hali Razor (Koča na planini Razor, 1315 m), Słoweńskim Szlakiem Górskim (SPP), 7 h (szlak łatwy)
- Dom na Poreznu (1585 m), SPP, 6 h
- Krekova koča na Ratitovcu (1642 m), 7 h (szlak łatwy)
- Orožnova koča na hali za Liscem (1346 m), 1 h (szlak łatwy)
- schronisko na Petrovem Brdu (904 m), po SPP, 2,45 h (szlak łatwy)
- schronisko Merjasec na Voglu (1535 m), 5 h (szlak łatwy)
- Rodica (1964 m), 2 h (szlak łatwy)
- Vogel (1978 m), 5 h (szlak łatwy)
- Kobla (1498 m), 2,30 h (szlak łatwy)
- Možic (1603 m), 4,15 h (szlak łatwy)